# Xã Masonville, Michigan
Xã Masonville (tiếng Anh: Masonville Township) là một xã thuộc quận Delta, tiểu bang Michigan, Hoa Kỳ. Năm 2010, dân số của xã này là 1.734 người.